# Капітула (Лодзинське воєводство)
Капітула (пол. Kapituła) — село в Польщі, у гміні Дзялошин Паєнчанського повіту Лодзинського воєводства.
Населення — 133 особи (2011).
У 1975-1998 роках село належало до Серадзького воєводства.

## Демографія
Демографічна структура станом на 31 березня 2011 року:
|          | Загалом | Допрацездатний вік | Працездатний вік | Постпрацездатний вік |
| -------- | ------- | ------------------ | ---------------- | -------------------- |
| Чоловіки | 72      | 18                 | 50               | 4                    |
| Жінки    | 61      | 16                 | 36               | 9                    |
| Разом    | 133     | 34                 | 86               | 13                   |